# Don Givens
Daniel Joseph "Don" Givens, född 9 augusti 1949 i Limerick, är en irländsk fotbollstränare och före detta spelare. Han har varit förbundskapten för Irlands U21-landslag mellan 2000 och 2010. Han har även varit tillfällig förbundskapten för Irlands A-landslag vid två tillfällen.

## Spelarkarriär

### Klubblag
Don Givens startade sin karriär i Manchester United men gjorde bara ett mål på åtta matcher, innan han flyttade till Luton Town. Han gick vidare till Queens Park Rangers 1972 där han gjorde 242 matcher och 76 mål. Han förde upp laget till First Division under sin första säsong då han gjorde 23 mål i ligan. Under sin sista säsong i klubben gjorde Givens dock bara fyra mål och lämnade efter säsongen för Birmingham City.
Efter en utlåning till Bournemouth så hamnade Givens i Sheffield United, där han mest är ihågkommen för en missad straff i slutminuterna mot Walsall. Hade Givens gjort mål så hade Walsall åkt ur ligan, men när han missade så var det Sheffield United som blev degraderade till fjärdedivisionen för första gången i klubbens historia.
1981 flyttade Givens till schweiziska Neuchâtel Xamax. Där gjorde han 34 mål på 149 matcher och ledde klubben till sin första ligatitel när man vann Nationalliga A 1986/1987.

### Landslag
Don Givens är en av Irlands bästa målskyttar genom tiderna med 19 landslagsmål. Under kvalspelet till EM 1976 gjorde Givens alla fyra mål i segern mot Turkiet. Givens sista chans att spela ett stort mästerskap var VM 1982 och Irland hade ett starkt lag med spelare som Liam Brady, Frank Stapleton, Mark Lawrenson, Chris Hughton och Gerry Daly. Kvalgruppen var dock svår med bland annat Frankrike, Belgien och Nederländerna. Irland förlorade till sist sin plats i mästerskapet på målskillnad mot Frankrike och Givens sista landskamp kom i 3-2-vinsten över just Frankrike.

## Tränarkarriär
Efter att Givens avslutat sin spelarkarriär i Neuchâtel Xamax så blev han ungdomstränare i klubben. 1997 återvände han till dem brittiska öarna och fick samma position i Arsenal. 2000 blev han förbundskapten för det irländska U21-landslaget, en post som han hade under tio år. Givens gjorde även korta inhopp som förbundskapten för Irlands A-landslag 2002 samt 2007-2008.

## Meriter
Neuchâtel Xamax
- Schweiziska Super League: 1987